# السيق (المهرة)

تعديل مصدري - تعديل

السيق هي إحدى قرى مديرية منعر التابعة لمحافظة المهرة، بلغ تعداد سكانها 48 نسمة حسب تعداد اليمن لعام 2004.